# Vintage Tech
Albums de Tech N9ne
Absolute Power
(2002) Everready (The Religion)
(2006)
Vintage Tech est une compilation du rappeur Tech N9ne, sortie le 22 mars 2005. Elle regroupe beaucoup d'inédits et de morceaux rares de l'artiste.

## Liste des titres
| No  | Titre                                          | Contient un (des) sample(s) de                        | Durée |
| --- | ---------------------------------------------- | ----------------------------------------------------- | ----- |
| 1.  | Lost Lair of B'zle                             | Ave Satani de Jerry Goldsmith                         | 2:39  |
| 2.  | Monster                                        |                                                       | 4:32  |
| 3.  | S.H.E. (Seductive Human Erotica)               | Behind My Camel de Police                             | 3:02  |
| 4.  | Save Yourself (interprété par Krizz Kaliko)    | God Rest Ye Merry, Gentlemen (chanson traditionnelle) | 1:30  |
| 5.  | Now It's On (featuring Lejo)                   |                                                       | 5:39  |
| 6.  | Be Jealous                                     |                                                       | 4:11  |
| 7.  | Red Necro                                      |                                                       | 5:12  |
| 8.  | The Grench (featuring Boy Big et Krizz Kaliko) |                                                       | 5:24  |
| 9.  | I'm a Playa (Remix) (featuring Krizz Kaliko)   | Friends de Whodini                                    | 4:56  |
| 10. | Trapped in a Psycho's Body (Original)          | Love to Love You Baby de Donna Summer                 | 5:25  |
| 11. | Freaky                                         | Darling Nikki de Prince                               | 4:42  |
| 12. | My Own Hell                                    |                                                       | 4:45  |
| 13. | Victory                                        |                                                       | 5:07  |
| 14. | Mitchell Bade (featuring Bakarii)              |                                                       | 5:14  |
| 15. | Strange                                        |                                                       | 4:24  |
| 16. | Snake Ya (featuring Krizz Kaliko)              |                                                       | 4:14  |
| 17. | Shocked (featuring Kutt Calhoun)               |                                                       | 4:50  |
| 18. | Outro                                          |                                                       | 0:20  |